# أليغانيت
الأليغانيت (Alleghanyite) هو معدن من مجموعة معادن الهيوميت متوفر بندرة متوسطة بهذه الصيغة Mn5(SiO4)2(OH)2، ينتمي لمجموعة النيوسيليكات. وجوده في الطبيعة يتعلق ببتحول رواسب المنغنيز.